# Monneoncideres
Monneoncideres is een kevergeslacht uit de familie van de boktorren (Cerambycidae). De wetenschappelijke naam van het geslacht werd voor het eerst geldig gepubliceerd in 2011 door Nearns & Swift.

## Soorten
Monneoncideres is monotypisch en omvat slechts de volgende soort:
- Monneoncideres cristata Nearns & Swift, 2011